# Глен-Джин (Західна Вірджинія)
Глен-Джин (англ. Glen Jean) — переписна місцевість (CDP) в США, в окрузі Фаєтт штату Західна Вірджинія. Населення — 90 осіб (2020).

## Географія
Глен-Джин розташований за координатами 37°55′37″ пн. ш. 81°9′11″ зх. д. / 37.92694° пн. ш. 81.15306° зх. д. (37.927068, -81.152953).  За даними Бюро перепису населення США в 2010 році переписна місцевість мала площу 0,59 км², уся площа — суходіл.

## Демографія
Згідно з переписом 2010 року, у переписній місцевості мешкало 210 осіб у 89 домогосподарствах у складі 55 родин. Густота населення становила 359 осіб/км².  Було 103 помешкання (176/км²).
Расовий склад населення:
| - 82,4 % — білих - 17,6 % — чорних або афроамериканців |

До двох чи більше рас належало 0,0 %. Частка іспаномовних становила 1,4 % від усіх жителів.
За віковим діапазоном населення розподілялося таким чином: 19,0 % — особи молодші 18 років, 54,8 % — особи у віці 18—64 років, 26,2 % — особи у віці 65 років та старші. Медіана віку мешканця становила 47,0 року. На 100 осіб жіночої статі у переписній місцевості припадало 107,9 чоловіків;  на 100 жінок у віці від 18 років та старших — 115,2 чоловіків також старших 18 років.
За межею бідності перебувало 50,9 % осіб, у тому числі 78,6 % дітей у віці до 18 років та 0,0 % осіб у віці 65 років та старших.
Цивільне працевлаштоване населення становило 26 осіб. Основні галузі зайнятості: науковці, спеціалісти, менеджери — 53,8 %, сільське господарство, лісництво, риболовля — 38,5 %, транспорт — 3,8 %, роздрібна торгівля — 3,8 %.